# Polanica-Zdrój
Polanica-Zdrój (do roku 1945 Altheide-Bad, v letech 1945–1946 Puszczyków-Zdrój, česky někdy též Starý Bor) je lázeňské město v okrese Kladsko, v Dolnoslezském vojvodství, nedaleko silnice spojující Náchod a Kladsko, v podhůří Stolových hor.

## Historie
Kdysi obyčejná vesnice se začala hospodářsky rozvíjet na samém konci 19. století poté, co byla do nedalekého Kladska zavedena železniční trať. Nedlouho poté byly objeveny a následně i stáčeny nové prameny. Do Polanice se stěhovalo stále více lidí; mezi lety 1910 a 1933 se její počet obyvatel zdvojnásobil. Mezi lety 1910 a 1920 byly v Polanici vybudovány dva kostely.

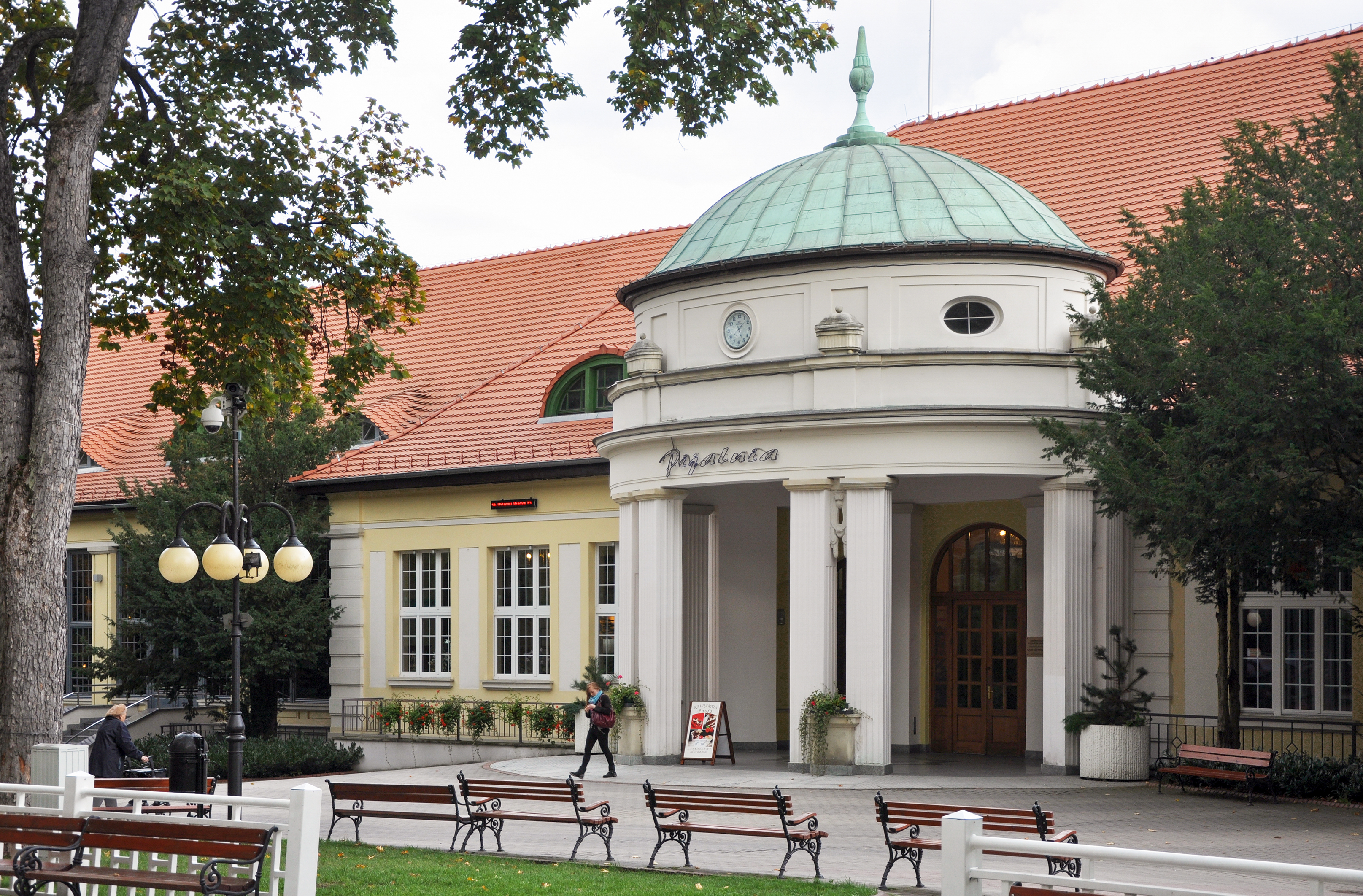
Lázeňský dům

Obec byla po roce 1945 předána Polsku, vysídlena a obydlena Poláky, kteří byli vystěhováni z oblastí, anektovaných Sovětským svazem. Ve městě se dochovala tradiční lázeňská architektura, typická pro německé lázně počátku 20. století, včetně rozsáhlého lázeňského parku. Středem města protéká řeka Bystrzyca Dusznicka.